# ラグビーアフリカ
ラグビーアフリカ（フランス語: Rugby Afrique; 英語: Rugby Africa）は、アフリカ大陸を管轄するラグビーユニオンの統括団体。ワールドラグビー傘下にある大陸連盟で、アフリカにおけるラグビーユニオンの運営・管理・普及活動を行う。1986年にアフリカラグビー連合（英語: CAR; Confederation of African Rugby）として設立され、2014年12月にラグビーアフリカへと名称変更した。

## 国際大会

2000年からアフリカカップ優勝国に授与されているゴールドカップ

- アフリカカップ
- アフリカ男子セブンズ
- アフリカ女子セブンズ

## 加盟団体
2021年9月現在 38団体存在している
- アルジェリア（英語版）
- ベナン（英語版）
- ボツワナ（英語版）
- ブルキナファソ（英語版）
- ブルンジ（英語版）
- カメルーン（英語版）
- 中央アフリカ共和国（英語版）
- チャド（英語版）
- コンゴ共和国（英語版）
- コンゴ民主共和国（英語版）
- エジプト（英語版）
- エスワティニ（英語版）
- ガボン（英語版）
- ガーナ（英語版）
- ギニア
- コートジボワール
- ケニア
- レソト
- マダガスカル
- マラウイ
- マリ共和国（英語版）
- モーリシャス（英語版）
- モロッコ
- モザンビーク
- ナミビア（英語版）
- ニジェール（英語版）
- ナイジェリア（英語版）
- ルワンダ（英語版）
- セネガル
- セーシェル（英語版）
- シエラレオネ
- 南アフリカ共和国
- タンザニア
- トーゴ（英語版）
- チュニジア
- ウガンダ（英語版）
- ザンビア（英語版）
- ジンバブエ（英語版）